# Auditorio León de Greiff
El Auditorio León de Greiff es el auditorio principal de la Universidad Nacional de Colombia, sede Bogotá. Fue diseñado por la arquitecta  Eugenia Mantilla de Cardoso, quien ganó el Premio Nacional de Arquitectura de Colombia con este proyecto en 1974. Está localizado en la plaza central del campus Ciudad Universitaria en la localidad de Teusaquillo en Bogotá. Su acústica es reconocida como una de las mejores en el mundo. Es la sede de la Orquesta Filarmónica de Bogotá. Tiene capacidad para 1.604 espectadores. 

## Historia
El auditorio León de Greiff se inauguró en 1973. El edificio fue bautizado en honor al poeta culteranista León de Greiff, quien vivió en la ciudad y habría de fallecer en ella en 1976.
En 1996 fue declarado Monumento Nacional, por ser considerado un patrimonio de la arquitectura moderna en Colombia.
Es un reconocido escenario musical de América Latina por sus excelentes condiciones acústicas. Es asimismo la sede permanente de la Orquesta Filarmónica de Bogotá, la cual semanalmente presenta un concierto.

## Arquitectura
El edificio es un importante exponente del estilo modernista de la Ciudad Universitaria de Bogotá. Tiene su planta baja forma de diamante de cinco lados, y alberga en sus costados sur y oriental un vestíbulo abierto, que en su parte exterior es porticado y presenta solución de continuidad con el resto de la plaza, al que se accede por un desnivel marcado por tres escalones. 
El áula máxima tiene capacidad para 1.604 personas, pudiendo el escenario albergar conjuntos de hasta 300 artistas o 100 músicos. Su galería está dispuesta en forma radial, y es notable el trabajo en madera, que además de cumplir una función estética brinda al auditorio su buena acústica. En tres de los costados de este sector se encuentra un vestíbulo interior, al que se accede directamente desde la plaza central. 
En los costados del edificio se encuentran por su parte la administración, el cuarto de vestuario y los camerinos. En el nivel superior había originalmente una biblioteca y algunas salas de reuniones.